# Labeyrie Fine Foods
Pour les articles homonymes, voir Labeyrie.
Labeyrie Fine Foods est un groupe de l'industrie agroalimentaire française possédant les marques Labeyrie, L'atelier Blini, Blini, Delpierre, Comptoir Sushi, Père Olive et Ovive.

## Historique
La société Labeyrie est créée en 1946 par Robert Labeyrie (1923-2020). 
En 1987, l'Européenne de Gastronomie (Groupe Suez Industries) acquiert Labeyrie. 
En 1999, la société est introduite dans le second marché de la Bourse de Paris. 
En 2002, IK Partners (anciennement Industri Kapital) a acquis Labeyrie et ses filiales par le biais d'une offre publique à la Bourse de Paris,. L'année suivante, Labeyrie acquiert la société Blini, puis Farne of Scotland en 2004. La participation d'IK a ensuite été vendue à SÍF en décembre 2004.
En 2004, Labeyrie et ses filiales sont acquises par le groupe islandais : SIF (Delpierre, Lyons Seafoods), coté à la Bourse islandaise. Le nouveau groupe devient Alfesca. Il acquiert Adrimex et le Traiteur Grec en 2007. Il sort deux ans plus tard de la bourse islandaise et la coopérative Lur Berri entre dans l’actionnariat. 
En 2010, le groupe Alfesca acquiert Brossard Surgelés et Comptoir du Caviar, puis Bakkavor Traiteur l'année suivante. 
En 2012, la coopérative Lur Berri prend le contrôle d’Alfesca qui devient Labeyrie Fine Foods, groupe 100% français. Le groupe acquiert LPI (Ledun Pêcheurs d'Islande) en 2013 et Salés Sucrés en 2015.
En 2017 le groupe se sépare de Labeyrie Traiteurs Surgelés, fabricant de produits traiteurs et pâtisseries surgelés à travers deux usines à Castelsarrasin et Le Neubourg, repris par le japonais Ajinomoto.
En 2021, un mouvement social a lieu au sein de trois usines. Un accord est trouvé entre la direction et ses employés: ces derniers bénéficieront d'une augmentation de salaire de 2,25 %, d'une prime exceptionnelle de 200 euros .

## Activité
En 2020-21, le groupe Labeyrie a réalisé un chiffre d'affaires d'un milliard d'euros et emploie 4 600 collaborateurs.
Le Groupe Labeyrie Fine Foods est présent dans : 
- le seafood premium (saumon fumé, hareng fumé, crevettes, poissons prédécoupés, sushis, truite fumée, tarama),
- le végétal (blini,  tartinables, olives fraîches, bouchées apéritives)
- les produits du terroir (foie gras, viande de canard et charcuterie fine).

Labeyrie Fine Foods est possède également les marques Labeyrie Restauration et Alain François (foie gras). 